# Gregory Goodwin Pincus
Gregory Goodwin Pincus (ur. 9 kwietnia 1903 w Woodbine, w stanie New Jersey, zm. 22 sierpnia 1967 w Bostonie) – amerykański biolog, wynalazca pigułki antykoncepcyjnej.

## Życie i praca
Gregory Pinkus, pochodzący z rodziny łotewskich Żydów, ukończył studia na Uniwersytecie Cornella w 1924 roku. Następnie na Uniwersytecie Harvarda w 1927 roku uzyskał doktorat. Przez kilka lat był profesorem w Clark, pracował na Harvardzie, Cambridge, w Towarzystwie Cesarza Wilhelma w Berlinie. W 1944 roku był jednym z założycieli Worcester Foundation for Experimental Biology, w Shrewsbury w stanie Massachusetts. Powierzono mu kierownictwo utworzonego przy fundacji laboratorium badawczego. Specjalizował się w metabolizmie sterydowym i fizjologii rozmnażania ssaków. Na jego polecenie doktor Min-Chueh Chang, jeden z uczonych, współpracowników z Foundatoion, rozpoczął doświadczenia na zwierzętach z syntetycznym progesteronem. To był początek badań, nad uzyskaniem skutecznego, doustnego środka wstrzymującego jajeczkowanie u kobiet. Po obiecujących wynikach doświadczeń na zwierzętach badania, według sugestii Pinkusa, kontynuował ginekolog doktor John Rock. Od września 1953 roku uczony rozpoczął badania nad innymi środkami sterydowymi o budowie podobnej do progesteronu. Wynikiem tych doświadczeń było odkrycie, że jeden z nich norethynodrel, produkowany przez G.D. Searle and Company, zsyntetyzowany przez Franka Coltona w 1952 roku jest szczególnie skuteczny. Dalsze badania i doświadczenia dały w efekcie środek o nazwie enovid, będący połączeniem noretynodrelu z mestranolem, który uzyskał wszelkie pozwolenia i wszedł na rynek w 1960 roku. Pinkus publikował wyniki swoich badań, jest autorem ponad 250 artykułów naukowych i książki The Conquest of Fertility (1965).
Zmarł 22 sierpnia 1967 w Bostońskim Peter Bent Brigham Hospital na rzadką chorobę mielofibrozę, przeżywszy 64 lata.